# Kaivanto flottningskanal
Kaivanto flottningskanal eller bara Kaivanto kanal (fi. Kaivannon kanava) är en cirka 110 meter lång slusslös kanal som förbinder sjöarna Kynsivesi och Leivonvesi i Laukas kommun i Mellersta Finland. Kanalen färdigställdes 1909 och kortade flottningsleden med 10 kilometer.